# 崑岡
崑岡（1836年—1907年），爱新觉罗氏，字子如，号筱峰，清朝正蓝旗宗室，光緒年間重臣，官至文淵閣大學士。

## 生平
和硕豫通亲王多铎七世孙。咸豐八年（1858年）中舉人，同治元年（1862年）中壬戌科二甲進士，選庶吉士，散館授編修，歷官國子監司業、詹事、內閣學士、禮部右侍郎、兵部左侍郎、福建學政、左都御史、理藩院尚書、工部尚書等職。官至文淵閣大學士。光緒三十三年（1907年）病逝，諡文達。

## 外部連結
- 宗室崑岡 （页面存档备份，存于） 中研院史語所
- 昆冈换卷风波 （页面存档备份，存于） 北京考試報

| 官衔          | 官衔                                                                                | 官衔          |
| ------------- | ----------------------------------------------------------------------------------- | ------------- |
| 前任： 孫詒經 | 提督福建學政 光緒五年八月初一壬寅（1879年9月16日）任                                | 繼任： 馮光遹 |
| 前任： 麟書   | 工部滿尚書 光緒十二年二月乙亥－光緒十六年二月庚辰 （1886年3月16日－1890年2月28日）  | 繼任： 熙敬   |
| 前任： 奎润   | 禮部滿尚書 光绪十六年二月庚辰－光绪二十二年四月戊子 （1890年2月28日－1896年6月4日） | 繼任： 怀塔布 |